# طوابع البريد والتاريخ البريدي للأرجنتين
أصدر الطوابع البريدية الأرجنتينية لأول مرة في عام 1858 الاتحاد الأرجنتيني وعلى المستوى الوطني أصدرتهم هيئة البريد الوطنية للجمهورية الجديدة في عام 1862. ونتيجة للحروب الأهلية المستمرة استمرت عدد من المقاطعات والأقاليم وخاصة في أقصى الشمال والجنوب البعيدين آنذاك في إصدار علاماتها التجارية وطوابعها البريدية الخاصة لبعض الوقت وبعد ذلك أصبحت بعض هذه الإصدارات منذ ذلك الحين من مقتنيات هواة الجمع.

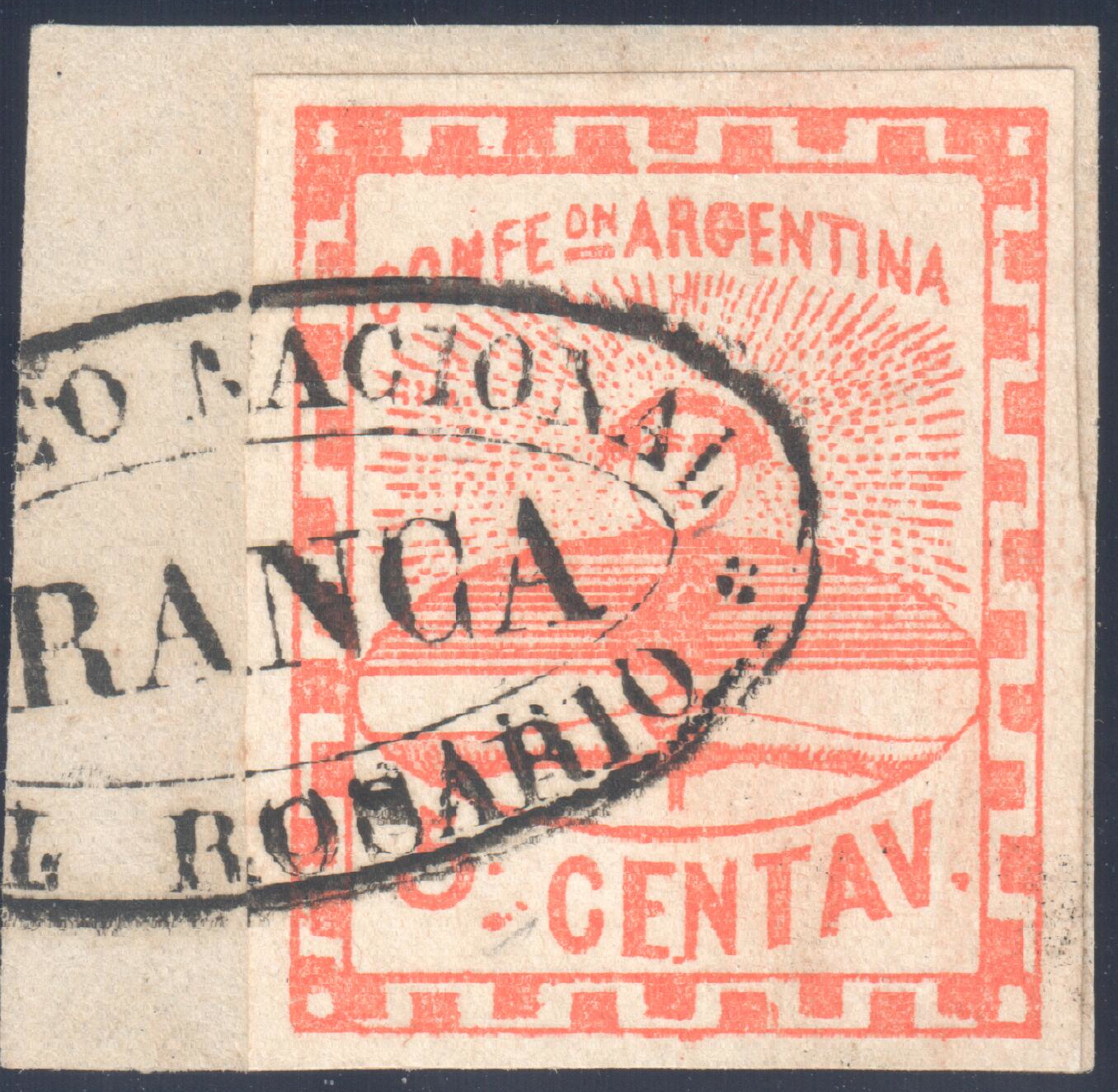
الأرجنتين 1858 أول طابع بريدي فيدرالي

## بعد الاستقلال
ظلت الخدمة البريدية على حالها إلى حد كبير كما كانت تحت الحكم الإسباني بعد الاستقلال. فبعد معاهدة بيلار في عام 1821 وضعت الحكومة الجديدة الخدمة البريدية تحت إشراف لجنة وعينت مانويل خواكين دي الباراسين مفوض واستأجرت ماركوس برودانت مدير عام للبريد وزودته بمساعد. ثم أنشأ المرسوم الجديد الأول الزي البريدي الموحد المكون من سترة ذات أزرار صفراء وياقة صلبة. حيث كان من المفترض أن تكون الأحذية سوداء اللون ويجب على الموظف أن يرتدي درع معدني على قبعته يعرض شعار النبالة الجديد للمقاطعة. كما نص المرسوم على أن كل فارس بريد يجب أن يكون لديه بوق يجب أن ينفخ فيه 800 م (1⁄2 ميل) أو نحو ذلك -عشرة كوادرا- قبل الوصول إلى وسط المدينة ومرة أخرى قبل المغادرة مباشرة.
في عام 1826 عين خوان مانويل دي لوكا مديرًا عامًا لمكتب البريد من قبل حكومة ريفادافيا تحت إشراف لجنة موسعة. ومع سقوط تلك الحكومة والحرب الأهلية لم تتعرض الخدمة البريدية إلا لبعض المتاعب البسيطة وظل لوكا في منصبه حتى عام 1858 عندما استقال بسبب سنه وصحته. وفي عهد لوكا طورت اللوائح التفصيلية، وحددت الامتيازات والمركبات والطرق والترددات.
أدار جيرفاسيو بوساداس البريد من عام 1858 إلى عام 1874 حيث قدم أسعارًا منقحة وصناديق بريد مكتب البريد وأنشأ برنامج الطوابع وفي عام 1860 افتتح أول خدمة تلغراف.

## طوابع إقليمية مبكرة
الفترة الأولى في التاريخ السياسي للطوابع البريدية الأرجنتينية هي ما يسمى بالفترة "الكلاسيكية" بين الطوابع الأولى (1856) والطوابع التذكارية الأولى (1892). حيث أصدرت أقدم الطوابع الأرجنتينية مقاطعات كورينتس (1856-1880) وكوردوبا (1859-1862) وولاية بوينس آيرس (1858-1859). إن وجود هذه الطوابع الإقليمية في حد ذاته يعكس حقيقة مفادها أن الأرجنتين لم تكن دولة منظمة واحدة في تلك الفترة بل كانت اتحاد فضفاض من بعض المقاطعات المستقلة للغاية. زور أوزوالد شرودر الطوابع المبكرة لبوينس آيرس وظهرت ورقة بقلم إدوارد ديني بيكون حول هذا الموضوع في مجلة ذا لندن فيلاتيلست.

## كورينتس

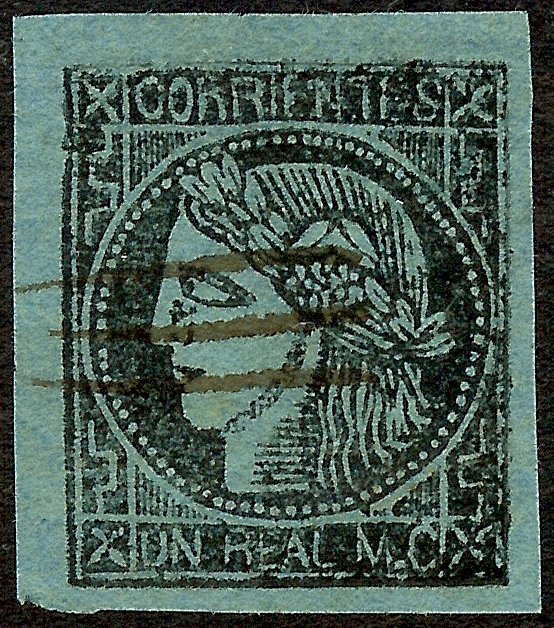
طابع بريدي حقيقي من صحيفة كورينتس 1856

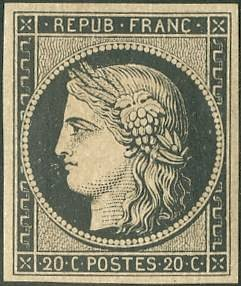
فرنسا سيريس إصدار 1849 للمقارنة

أصدرت مقاطعة كورينتس وهي مقاطعة تقع في شمال شرق الأرجنتين طوابع بريدية من عام 1856 إلى عام 1878. طبعت الطوابع بطريقة الطباعة وكانت نسخ بدائية من الإصدار الأول من الطوابع من فرنسا والتي تصور رأس سيريس إلهة الزراعة الرومانية. لقد نقشوها يدويًا بأسلوب فردي بحيث يكون كل قالب مختلفًا بدرجة ملحوظة وطبعت في أوراق صغيرة. طبع جميع الطوابع على ورق ملون زاهٍ. وكان الطابع البريدي الأول الذي صدر في عام 1856 يحمل قيمة ريال واحد في اللوحة السفلية. أما في عام 1860 فحددت الفئة بالقلم وأعيد تقييم الطابع بمبلغ 3 سنتافو. وبدءًا من عام 1860 مسحت لوحة القيمة وأصدرت ستة طوابع أخرى بفئات اثنين وثلاثة و(باختصار) خمسة سنتافو والتي ميزوها فقط بناءً على لون الورق المستخدم. فنظرًا لكونها "منتجات بدائية" أنتجوها محليًا فقد كانت طوابع كورينتس المبكرة محل تقدير كبير لهواة الجمع منذ فترة طويلة. وبعد عام 1880 استخدمت طوابع الأرجنتين.
أوضح لويس ستيتش الخبير في طوابع كورينتس أصل هذه المسألة على النحو التالي: كان هناك نقص حاد في الورق أو العملات المعدنية التي تقل عن 8 ريالات في عام 1856. وفي الوقت نفسه سمحت جمعية كورينتس بإصدار طوابع بريدية مدفوعة مسبقاً. وقررت هيئة الطباعة الحكومية طباعة طوابع بريدية للاستخدام البريدي وللعملات المعدنية الصغيرة. كما يُقال إن مدير مكتب الطباعة الحكومي بول إميل كوني لم يتمكن من العثور على شخص قادر على قطع قوالب الطوابع. وفي ذلك الوقت قال ماتياس بيبيت وهو صبي توصيل الخبز لدى أحد المخابز والذي كان يعمل متدرب لدى أحد النقاشين في إيطاليا قبل وصوله إلى كورينتس إنه يستطيع القيام بالمهمة. ولأسباب غير معروفة اختار كوني طابع سيريس الفرنسي كتصميم وقام الصبي بإعداد التصاميم. فكانت القوالب المنتجة "بدائية للغاية" لدرجة أن كوني كان خائف من استخدامها لكنه قرر في النهاية أنه ليس لديه خيار آخر حيث كانت الحاجة إلى الطوابع ملحة. ولاحظ ستيتش أنه "مع كل إعادة سرد" لهذه القصة "يبدو أن المزيد من الخيال يحل محل الحقائق الأصلية".

## أول طابع بريدي أرجنتيني
أول طابع بريدي للأرجنتين كأمة هو ختم حجري بدائي إلى حد ما للاتحاد (سكوت رقم 1 إلى 4) في عام 1858 تبعه في عام 1862 ختم جمهورية الأرجنتين (سكوت رقم 5 إلى 7). ومن عام 1864 وحتى أول تصميم تذكاري في عام 1892 أصدر ما مجموعه 24 تصميم مختلف. حيث كانت غالبية تصميمات هذه الطوابع صور صغيرة لرجال مشهورين وخاصة في فترة الاستقلال. ولا تحدد الطوابع هوية هؤلاء الأبطال الاستقلاليين وعلى هذا فإنها لن تعني الكثير لأي شخص غير مطلع على التاريخ الأرجنتيني. ثم قام بوشنيل بتحليل الإجراءات التي تظهر على هذه الطوابع وخلص إلى أنها كانت في المقام الأول من التيار الليبرالي في التاريخ السياسي الأرجنتيني مما يعكس الاتجاه الرئيسي بعد سقوط الدكتاتور خوان مانويل دي روساس في عام 1852. وكانت الشخصية المهيمنة هي إحدى الشخصيات الرئيسية في الليبرالية الأرجنتينية برناردينو ريفادافيا (سكوت #61).

## سكان بوبر المحليين

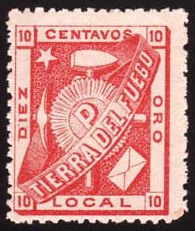
طابع "بوبر" من تييرا ديل فويغو عام 1891

من الجدير بالذكر طابع بريدي محلي واحد من هذه الفترة لأنه يوضح افتقار الأرجنتين إلى التوحيد الوطني في القرن التاسع عشر وخاصة في المناطق البعيدة من الإقليم طوابع تييرا ديل فويغو المحلية. أصدر هذه الطوابع مهندس تعدين روماني يدعى جوليوس بوبر والذي قام في عام 1891 بإعداد طوابع بريدية خاصة به لتغطية تكاليف البريد من معسكرات التعدين المتفرقة في تييرا ديل فويغو إلى أقرب نقاط في نظام البريد الأرجنتيني أو التشيلي في ساندي بوينت (بونتا أريناس) على مضيق ماجلان أو أوشوايا على قناة بيغل. ولم تعترف الحكومة المركزية في الأرجنتين أو تشيلي بالسكان المحليين من شعب بوبر الأمر الذي فرض إضافة طوابع بريدية خاصة بهم بمجرد دخول الرسائل الواردة من معسكرات التعدين التابعة لشعب بوبر إلى نظامها البريدي. أما الطابع البريدي نفسه فمصمم بوجه جيد ويحتوي على أدوات التعدين وعلامة "تييرا دل فويجو" وحرف "P" مخفي جزئيًا لـ يوليوس بوبر.

## طوابع الأرجنتين منذ عام 1900
مع تصوير شخصيات سياسية وعسكرية تاريخية مثل خوسيه دي سان مارتين وجييرمو براون والسيدة الأولى المتوفاة إيفا بيرون (خلال أوائل الخمسينيات) ظلت إصدارات البريد الأرجنتينية دون تغيير يذكر في جانبها المحافظ الذي ينتمي عمومًا إلى فن الآرت نوفو طوال معظم القرن العشرين.

في الفترة ما بين أكتوبر 1935 ومنتصف الخمسينيات من القرن العشرين أصدرت الأرجنتين طوابع بريدية عُرفت باسم "إصدار الوطنيين والموارد الطبيعية". وتوضح القيم المنخفضة الشخصيات الوطنية الأرجنتينية البارزة مثل الرئيس السابق برناردينو ريفادافيا في حين توضح القيم المرتفعة مجموعة مختارة من الموارد الطبيعية في البلاد والتي كانت المساهمات الرئيسية في الاقتصاد الأرجنتيني خلال تلك الفترة. وقد طبعوا السلسلة على عدة أنواع من الورق حيث تحتوي الأوراق التي تحمل علامة مائية على الأحرف آر إيه لـ"جمهورية الأرجنتين" داخل دائرة مع وجود أشعة تحيط بالدائرة في حين تختلف الأوراق الأخرى التي لا تحمل العلامة المائية في اللون والسمك.

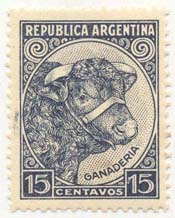
1935: تكريم المساهمات الاقتصادية لتربية الماشية
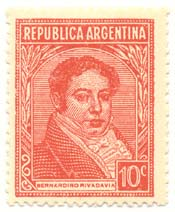
1935: الرئيس السابق برناردينو ريفادافيا

قام الرئيس خوان بيرون بتأميم خدمات البريد والتلغراف المملوكة للبريطانيين (لا يزال من الممكن رؤية العديد من صناديق البريد الحمراء البريطانية المميزة في بوينس آيرس اليوم) في عام 1946. وقد أنشأت وزارة الخدمات العامة التابعة له ما أصبح فيما بعد هيئة البريد والبرق الوطنية (إنكوتل) وحتى حلها في عام 1997 حيث كانت هذه الهيئة تصدر جميع الطوابع البريدية الأرجنتينية.
طبع البريد الأرجنتيني في دار سك العملة الوطنية منذ افتتاح المنشأة الأصلية عام 1881. وهي واحدة من أكبر المؤسسات في العالم كما أنها تطبع الطوابع والعملات لعدد من الدول الأصغر في أمريكا اللاتينية مثل بوليفيا فضلاً عن الأدوات المالية الأخرى.

## العودة إلى الديمقراطية
وقد جلب انتهاء آخر نظام عسكري في الأرجنتين عام 1983 معه من بين أمور أخرى تحولاً جذرياً في تصميم العملة والطوابع. ومنذ ذلك الحين أصبحت الطوابع الأرجنتينية أكثر تنوعًا في الأسلوب والموضوع حيث تصور الرسوم البيانية الحيوانية والنباتية وفن الحركات المختلفة والمشاهد الفوتوغرافية للحياة اليومية وموضوعات غير تقليدية.
أصدر عدد من الطوابع للاحتفال بعودة الديمقراطية بعد الحكم العسكري مع تنصيب الرئيس راؤول ألفونسين (في منصبه من 10 ديسمبر 1983 إلى 9 يوليو 1989). ونظراً لقربها الثقافي من الأرجنتين أصدرت أوروغواي طابعاً بريدياً تذكارياً للزيارة الرسمية التي قام بها ألفونسين إلى تلك الدولة المجاورة في نوفمبر/تشرين الثاني 1986.

## القرطاسية البريدية
كانت أولى المواد البريدية التي أصدرتها الأرجنتين هي الأظرف في عام 1876 وتلتها أغلفة الصحف والبطاقات البريدية في عام 1878. كما صدرت بطاقات البريد في عام 1888 وأصدرت الرسائل الجوية لأول مرة في عام 1963.

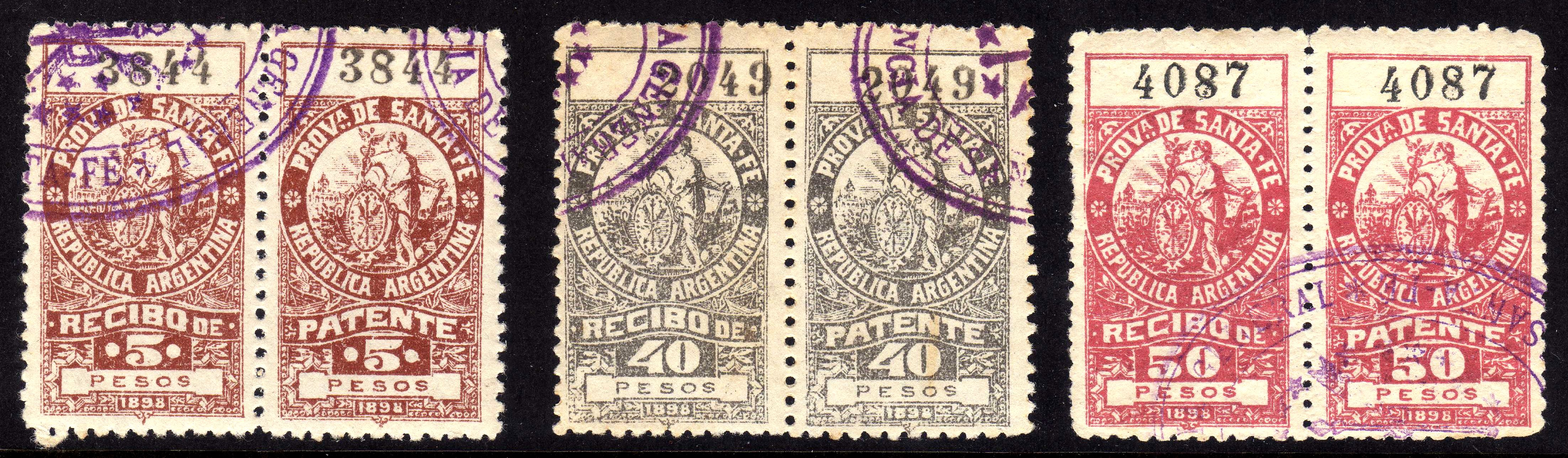
طوابع الإيرادات لعام 1898 لمقاطعة سانتا في في الأرجنتين

## طوابع الإيرادات
أصدرت الحكومة الوطنية والمحلية مجموعة واسعة جدًا من طوابع الإيرادات في الأرجنتين.